# Immunità diplomatica
L'immunità diplomatica è l'insieme di trattamenti particolari concessi agli agenti diplomatici e ai funzionari internazionali accreditati presso uno Stato o un'organizzazione internazionale per l'intero periodo della loro missione diplomatica in quel Paese.

## Fonti
Le norme sull'immunità diplomatica sono fra le più antiche norme internazionali e sono affermate da consuetudini generali, praticate cioè da tutti i membri della comunità internazionale. L'istituto è poi stato disciplinato dalla Convenzione di Vienna del 1961 sulle relazioni ed immunità diplomatiche, entrata in vigore nel 1965.
Per consuetudine, ma si legge anche nell'articolo 37 della Convenzione, l'immunità diplomatica è riconosciuta ai capi delle missioni diplomatiche, al personale diplomatico ed ai membri delle loro famiglie, ai capi di Stato e di governo e ai ministri degli esteri nelle loro visite ufficiali all'estero; ai consoli è riconosciuta l'immunità diplomatica funzionale e l'inviolabilità dell'archivio consolare, ma non quella personale.

## Tipologia
L'immunità diplomatica si differenzia in:
- Inviolabilità personale;
- Inviolabilità domiciliare;
- Immunità fiscale;
- Immunità dalla giurisdizione civile e penale (comprendente immunità funzionale e immunità personale).

## Ambito
L'immunità diplomatica comporta l'inviolabilità personale (particolari misure protettive e divieto di procedere con fermi, arresti o perquisizioni), l'inviolabilità domiciliare (sia il domicilio inteso come abitazione sul suolo del Paese che domicilio nell'accezione indicante la sede diplomatica nel territorio dello Stato), l'esenzione dalle imposte dirette personali e l'immunità dalla giurisdizione sia civile che penale. Quest'ultima immunità può essere di tipo "personale" (ratione personae) o "funzionale" o "materiale" (ratione materiae). 
L'immunità funzionale comprende tutti gli atti commessi dall'organo diplomatico nell'esercizio delle sue funzioni: in questi atti il diplomatico agisce come organo del suo Stato e la responsabilità delle azioni che compie ricade sul suo Stato. Per tali atti egli non può essere incriminato neppure dopo avere cessato l'esercizio delle sue funzioni, con la rilevante eccezione rappresentata dai crimini internazionali. L'immunità personale comprende ogni atto privato dell'organo diplomatico. Durante il periodo di esercizio delle sue funzioni l'organo diplomatico è comunque tenuto a rispettare la legge, ma non può essere incriminato neppure per atti commessi in epoche precedenti, mentre alla fine dell'esercizio delle sue funzioni può essere incriminato per tutti gli atti commessi in precedenza e viene meno ogni immunità personale.
L'immunità si estende anche ai familiari. Un controverso caso in USA ha visto soccombere il diritto di punire il nipote di un ambasciatore brasiliano, colpevole di aver sparato e ucciso un cittadino statunitense (7 marzo 1983 - Corte distrettuale District of Columbia). A chi aveva sparato era stata riconosciuta l'immunità personale.